# Andreas Libavius

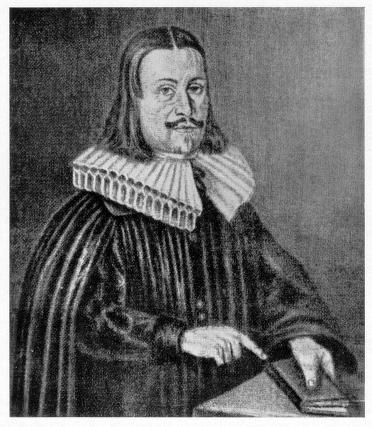
Andreas Libavius

Andreas Libavius (Halle (Saale), 1555 - Coburg, 25 juli 1616) (Latijn voor Andreas Libau, pseudoniem Basilius de Varna) was een Brandenburger filosoof, arts en natuurvorser. Libavius geldt als een van de grondleggers van de moderne scheikunde.

## Levensloop
Libavius was de zoon van de linnenwever Johann Libau uit Halle. De jonge Libau bezocht in die stad het gymnasium en studeerde vanaf 1577 geschiedenis en filosofie aan de universiteit van Jena. Hij haalde daarbij de graad van Magister in de vrije kunsten. In Jena volgde hij ook colleges over medicijnen. Na zijn studie ging Libau als leraar werken, vanaf 1581 in Ilmenau en daarna vanaf 1586 in Coburg. In 1588 trok hij naar Bazel om nog datzelfde jaar aan de universiteit van die stad te promoveren in de medicijnen. Daarna werd hij hoogleraar in Jena, waar hij colleges in de geschiedenis en poëtica gaf en wetenschappelijke disputaties leidde.
In 1591 werd hij Stadtphysikus (stadsarts) van de Beierse stad Rothenburg ob der Tauber. Een jaar later werd hij ook aangesteld als schoolinspecteur. In 1606 bood hertog Johann Casimir van Saksen-Coburg hem aan rector te worden van het door hem gestichte gymnasium van Coburg, het Casimirianum. Deze positie hield Libau van 1607 tot zijn dood in 1616.

## Werk
Libavius' boek Alchemia (1597) was het eerste systematische overzichtswerk over de scheikunde. Zoals in zijn tijd gebruikelijk beschreef Libavius ook transmutatie, het principe uit de alchemie dat een stof in een willekeurige andere omgezet kan worden. Hij beschreef echter ook natuurlijke chemische processen. Zo beschrijft Libavius dat een oplossing van zouten van koper (bereid met brons en salpeterzuur) kan worden herkend door ammoniak toe te voegen: er ontstaat dan een blauwe kleur. Het boek Singularia (1599) bevatte beschrijvingen van natuurkundige verschijnselen die van medisch belang zijn. In 1605 ontdekte hij een manier om tinchloride te bereiden.
Libavius was een aanhanger van de leer van de Zwitserse alchemist en spiritualist Paracelsus (1493-1541). Hoewel Libavius in sommige stellingen van de alchemie geloofde, was hij echter empirischer ingesteld dan Paracelsus. Hij nam diens ideeën over sterrenwichelarij en spiritualiteit niet over.
Libavius schreef, onder het pseudoniem Basilius de Varna, twee theologische pamfletten tegen de jezuïet Jakob Gretser. Ook schreef hij een pamflet tegen de Rozenkruisers.